# Giuliano Alesi
Pour les articles homonymes, voir Alesi.
Giuliano Alesi, né le 20 septembre 1999 à Avignon, est un pilote automobile français, fils de l'ancien pilote de Formule 1 Jean Alesi. Il remporte sa première victoire en Super Formula en 2021, dès son deuxième départ.

## Biographie

### Jeunesse et karting
Fils de Jean Alesi, qui a notamment participé durant treize saisons au championnat du monde de Formule 1 pour une victoire, et de l'actrice japonaise Kumiko Gotō, Giuliano Alesi participe à des courses de karting de 2013 à 2014, dans les catégories KF3 et KFJ.

### Débuts en monoplace
En 2015, Alesi passe du kart à la monoplace en prenant part au championnat de France de Formule 4. Sur le circuit de Lédenon, pour sa première course, il obtient la pole position, la victoire et le meilleur tour. Le lendemain, durant sa troisième course, il réédite cette performance, cette fois sous la pluie. 
À la fin de la saison, il est quatrième du classement général avec quatre podiums dont trois victoires et vice-champion au classement des rookies (treize podiums dont quatre victoires), derrière Sacha Fenestraz. Durant l'hiver, il participe à quatre courses du championnat MRF Challenge et se classe vingt-troisième avec 3 points.

### 2016-2018: saisons en GP3 Series

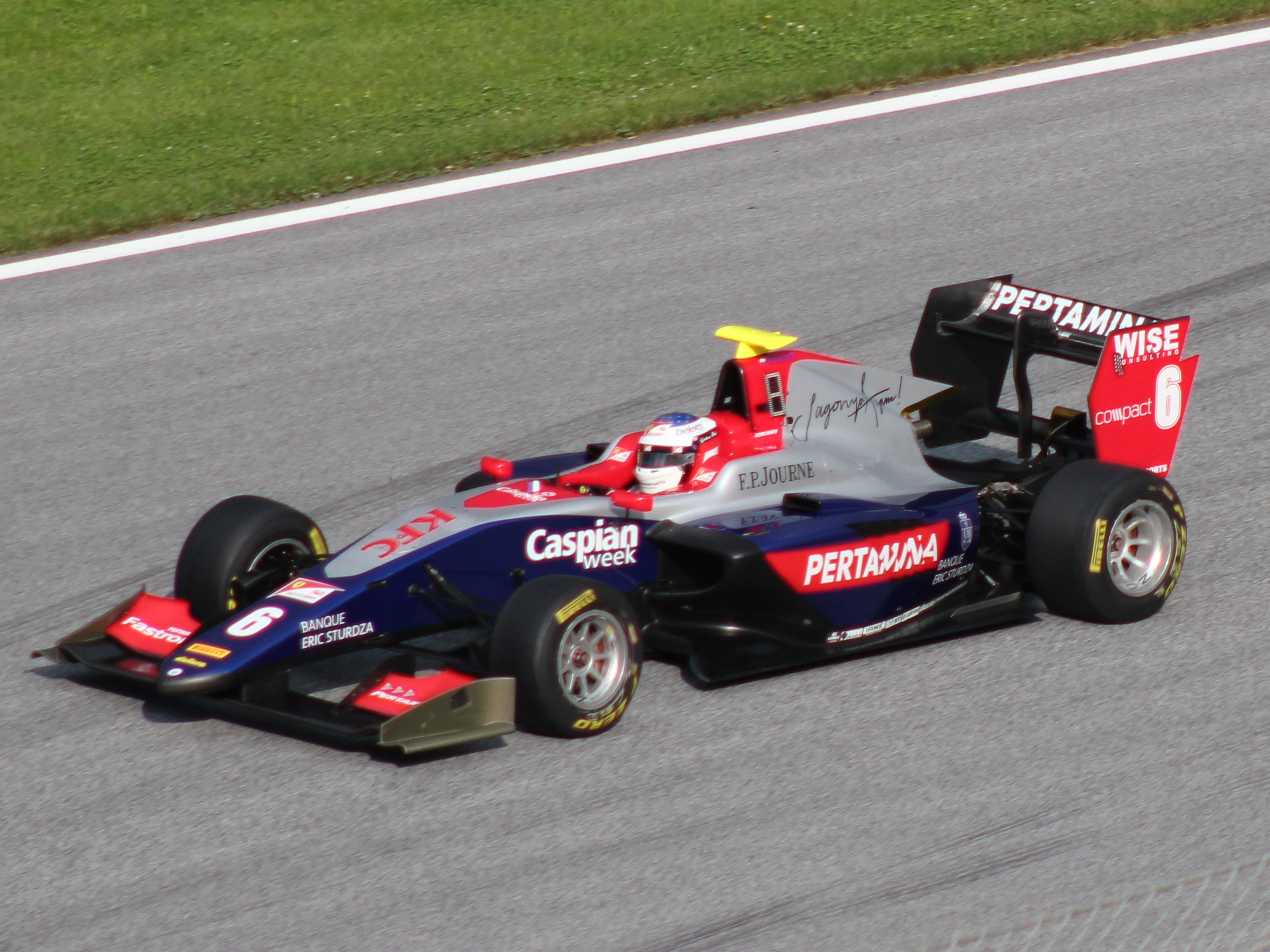
Giuliano Alesi en 2018 sur le Red Bull Ring.

En 2016, Giuliano Alesi rejoint le GP3 Series en s'engageant avec l'écurie italienne Trident Racing. Après quelques courses en fond de grille, il marque son unique point de la saison durant la course principale de Spa-Francorchamps et finit vingt-deuxième du championnat. Durant la saison, il devient membre de la Ferrari Driver Academy, un programme de formation de jeunes pilotes mis en place par la Scuderia Ferrari, pour laquelle son père a couru de 1991 à 1995.
L'année suivante, toujours chez Trident, après être monté sur son premier podium au Red Bull Ring, il gagne sa première course sur le circuit de Silverstone et décroche également les points du meilleur tour en course. Deux semaines plus tard, il remporte une autre course sur le Hungaroring. Après la mi-saison, Alesi obtient une dernière victoire à Spa-Francorchamps et se classe cinquième du championnat avec 99 points.
En 2018, il continue en GP3 Series pour ce qui est sa troisième saison dans le championnat. Il obtient son unique succès dès la deuxième course de la saison à Barcelone. Il connait ensuite une saison difficile où il ne remonte qu'à trois reprises sur le podium et où il réalise deux week-ends sans aucun points marqués au Hungaroring et à Sotchi. Avec 100 points, il doit se contenter de la septième place au championnat.

### 2019-2020: passage en Formule 2

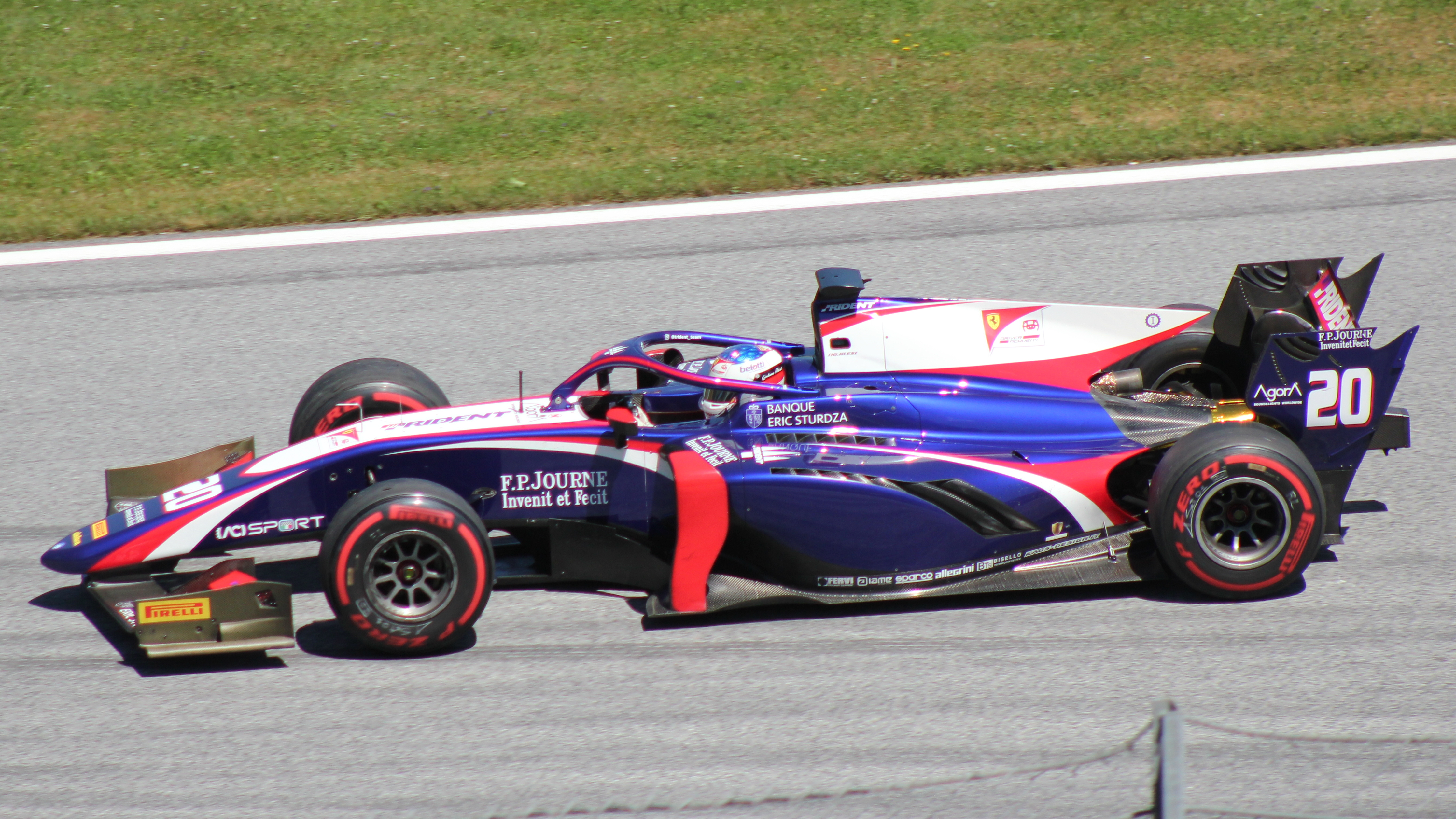
Giuliano Alesi en Formule 2 sur le Red Bull Ring en 2019.

Giuliano Alesi est promu en Formule 2 par son écurie Trident pour disputer la saison 2019 du championnat. Après un début de saison compliqué, il obtient son premier point dans la catégorie au Castellet et franchit la ligne d'arrivée septième lors des deux courses du week-end sur l'Autodromo Nazionale di Monza. Lors du dernier meeting de la saison à Abou Dabi, il obtient les points de la huitième et cinquième place et se classe quinzième du championnat avec 20 points.
La saison suivante, Alesi décide de quitter Trident et s'engage avec la nouvelle écurie allemande BWT HWA Racelab. Malgré une belle sixième place lors de la première course, la suite du championnat est catastrophique pour le pilote français. Après deux abandons mécaniques en Toscane, il prend la décision de quitter l'équipe et retrouve une place chez MP Motorsport pour la fin de saison en remplacement de Nobuharu Matsushita qui quitte la Formule 2. Il termine dix-septième du championnat avec 12 points. 

### 2021-: exil au Japon
Début 2021, Giuliano Alesi part relancer sa carrière au Japon (dont il possède la nationalité), rejoindre la Super Formula Lights, antichambre de la prestigieuse Super Formula, et le Super GT. Dès la deuxième manche de la saison à Suzuka, il fait ses débuts en Super Formula, en remplacement de Kazuki Nakajima chez TOM'S, engagé en championnat du monde d'endurance FIA. Ce weekend, il fait trois podiums en SFLights et marque ses premiers points en Super Formula (neuvième), après avoir fait sa première Q3. De nouveau engagé en SFLights et en Super Formula pour la manche suivante, le 16 mai 2021, Giuliano Alesi remporte sa première course de Super Formula après avoir signé la pole position, sur la piste détrempée d'Autopolis.
Le 20 juin 2023, il est écarté de son équipe Tom's en Super Formula, pour cause de résultats insuffisants.

## Résultats en compétition automobile

### Résultats en monoplace[8]
| Saison    | Championnat                                 | Écurie                        | Courses | Victoires | Pole positions | Meilleurs tours | Podiums | Points    | Classement |
| --------- | ------------------------------------------- | ----------------------------- | ------- | --------- | -------------- | --------------- | ------- | --------- | ---------- |
| 2015      | Championnat de France F4                    | Auto Sport Academy            | 21      | 3         | 2              | 2               | 4       | 168,5     | 4e         |
| 2015      | Championnat de France F4 (catégorie Junior) | Auto Sport Academy            | 21      | 4         | ?              | ?               | 13      | 278,5     | 2e         |
| 2015-2016 | MRF Challenge                               | MRF Racing                    | 4       | 0         | 0              | 0               | 0       | 3         | 23e        |
| 2016      | GP3 Series                                  | Trident                       | 15      | 0         | 0              | 0               | 0       | 1         | 22e        |
| 2017      | GP3 Series                                  | Trident                       | 15      | 3         | 0              | 1               | 4       | 99        | 5e         |
| 2018      | GP3 Series                                  | Trident Racing                | 18      | 1         | 0              | 1               | 4       | 100       | 7e         |
| 2019      | Formule 2                                   | Trident Racing                | 22      | 0         | 0              | 0               | 0       | 20        | 15e        |
| 2020      | Formule 2                                   | BWT HWA Racelab MP Motorsport | 24      | 0         | 0              | 0               | 0       | 12        | 17e        |
| 2021      | Super Formula Lights                        | Team TOM'S                    | 17      | 4         | 3              | 5               | 14      | 103 (109) | 2e         |
| 2021      | Super Formula                               | Kuo Vantelin Team TOM'S       | 5       | 1         | 1              | 0               | 1       | 20        | 11e        |
| 2022      | Super Formula                               | Kuo Vantelin Team TOM'S       | 10      | 0         | 0              | 0               | 0       | 3         | 20e        |
| 2023      | Super Formula                               | Kuo Vantelin Team TOM'S       | 5       | 0         | 0              | 0               | 0       | 3         | 20e        |

### Résultats en Super GT
| Saison | Écurie                             | Voiture               | Classe | Courses | Victoires | Poles positions | Meilleurs tours | Podiums | Points | Classement |
| ------ | ---------------------------------- | --------------------- | ------ | ------- | --------- | --------------- | --------------- | ------- | ------ | ---------- |
| 2021   | Arto Team Thaïland                 | Lexus RC GT3          | GT300  | 8       | 0         | 0               | 0               | 0       | 0      | 36e        |
| 2022   | Toyota Gazoo Racing by TOM'S       | Toyota GR Supra GT500 | GT500  | 8       | 0         | 0               | 0               | 1       | 29,5   | 10e        |
| 2023   | Toyota Gazoo Racing Deloitte TOM'S | Toyota GR Supra GT500 | GT500  | 8       | 0         | 0               | 0               | 0       | 15     | 15e        |
| 2024   | Toyota Gazoo Racing Deloitte TOM'S | Toyota GR Supra GT500 | GT500  | 8       | 2         | 1               | 0               | 2       | 51     | 5e         |
| 2025   | Toyota Gazoo Racing Deloitte TOM'S | Toyota GR Supra GT500 | GT500  |         |           |                 |                 |         |        | e          |